# Parque Ecológico Paulo Gorski
O Parque Ecológico Paulo Gorski é uma área de conservação ambiental e lazer, localizada no município brasileiro de Cascavel, estado do Paraná
Conhecido como Lago Municipal, forma com o Zoológico Municipal a maior reserva ecológica urbana do sul do Brasil, com cerca de 1.170.000 m²,  sendo 600.000 m²  de mata nativa, 390 000 m² de lâmina d'água (lago) e 180.000 m²  do zoológico.
Além disso, com a mata contígua e igualmente preservada, mas não aberta ao público, pertencente ao Exército Brasileiro, a área totaliza cerca de 1.900.000 m².

## Denominação
Batizado como Parque Ecológico Paulo Gorski, sua criação se deu em 1977, quando foram integradas alguns pontos de preservação e lazer ligados ao meio ambiente. Em 1996, passou por remodelação.

## Características
Possui uma reserva de 4 bilhões de litros de água oriunda de várias nascentes que formam o Rio Cascavel, principal manancial da cidade, ladeada por extensa área de preservação da fauna e flora nativa. A vazão de seu vertedouro representa 70% da captação da água utilizada no abastecimento da cidade.

## Estrutura

### Lago Municipal
Maior atração do parque, o Lago Municipal é formado por uma lâmina d'água de 39 hectares, contornado por uma pista para caminhadas. No seu trajeto de mais de seis quilômetros - a grande maioria entre a mata nativa - o visitante se depara com espécies da fauna e da flora local.
Sua construção se deu no início da década de 1980, sendo inaugurado oficialmente em 11 de novembro de 1984
O local é ponto de encontro da população e de praticantes de esportes, como a canoagem. Em 2010 foi finalizado um processo de desassoreamento.

### Igreja Nossa Senhora de Fátima
A Igreja de Nossa Senhora de Fátima é um antigo templo que foi realocado, restaurado e se encontra preservado na área do Lago Municipal. Simboliza o início da colonização de Cascavel, sendo uma de suas  primeiras edificações e o primeiro templo católico da cidade. Construída totalmente em madeira pela comunidade, no distrito de São João d'Oeste, foi inaugurada em 1960, pelo então Bispo de Toledo e posteriormente Arcebispo Metropolitano de Cascavel, Dom Armando Círio. 
Na década de 1980 foi desmontada e armazenada. Em 1987, foi remontada e restaurada no local atual, quando passou a ser utilizada para manifestações artísticas e culturais.
Tombada como Patrimônio Histórico de Cascavel em 2012, recebeu em seguida um minucioso processo de restauração, que lhe reestabeleceu as características originais.
Não é aberta para visitação, salvo quando há eventos.

## Ampliação
Em 2015, foi finalizada a ampliação do espaço do Parque Ecológico Paulo Gorski em mais de 45.000 m², ao lado da Avenida Rocha Pombo, abaixo da barragem, com preservação da mata nativa, construção de uma pista de caminhadas em paver, com 1.750 metros de extensão por 3 metros de largura, uma ciclovia asfaltada, com igual extensão e 4 metros de largura, praças para descanso, iluminação e três pontes sobre o Rio Cascavel.
Numa segunda etapa serão construídas quadras esportivas, parque infantil, banheiros e outras adequações ao público.

## Projeto de requalificação
Em 2021 foi apresentado um projeto de autoria do arquiteto Jaime Lerner, visando a requalificação de todo o espaço. As obras não têm prazo para início.

## Outras informações
- Além das matas do Parque e do Zoológico Municipal, há ainda cerca de 720.000 m² de área contígua e igualmente preservada, pertencente à 15.ª Brigada de Infantaria Mecanizada, também com nascentes e espécies nativas, porém não aberta ao público, totalizando uma extensão próxima de 1.900.000 m²;

- O acesso é livre e gratuito a todas as atrações, excetuando-se o zoológico às segundas, quando é fechado para manutenção, e à Igreja Nossa Senhora de Fátima, aberta apenas para eventos;

- No parque há vários pontos com brinquedos infantis (playground) e academia ao ar livre;

- Não é permitida a pesca, salvo nas competições oficiais.

## Galeria de fotos

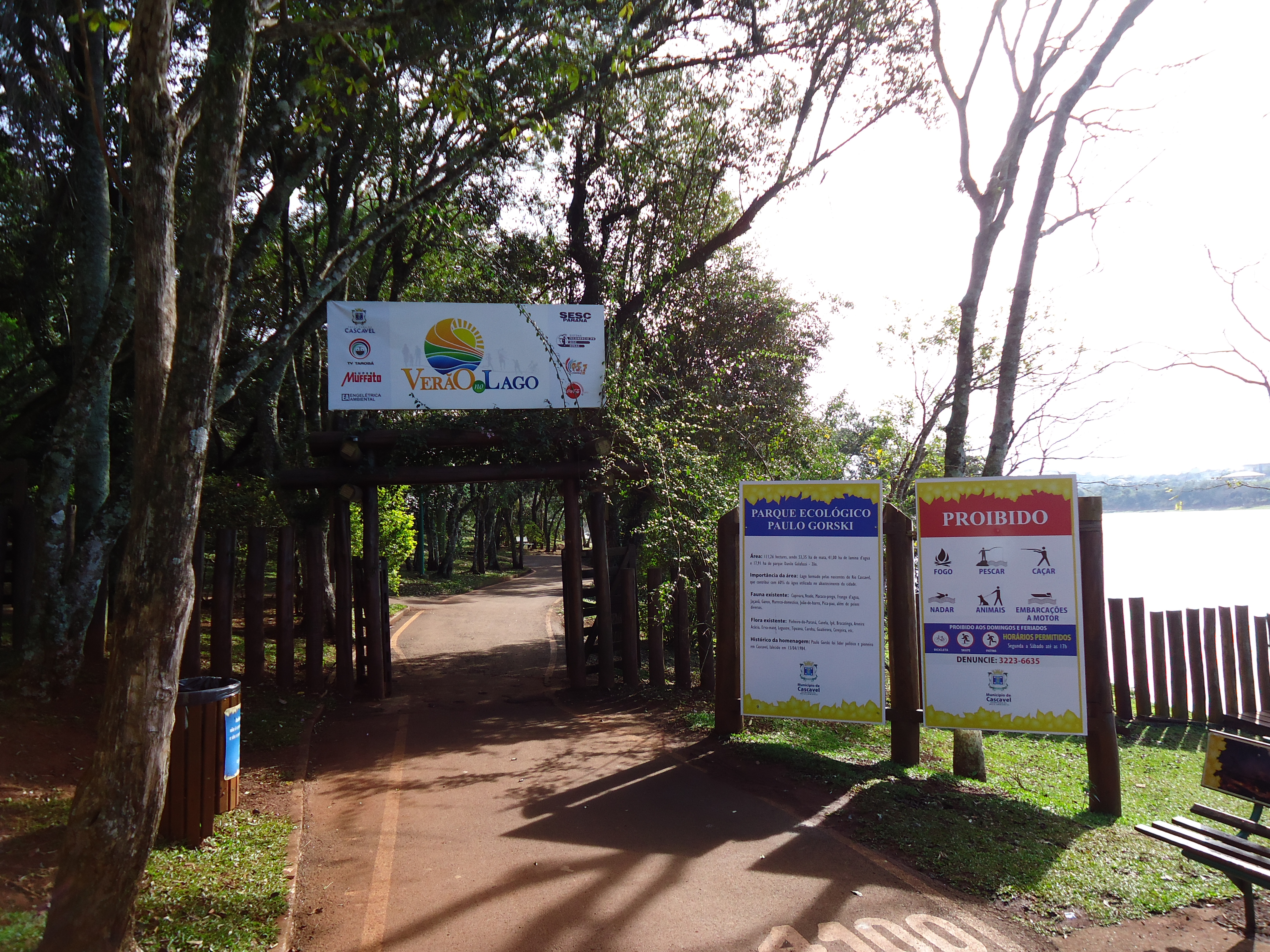
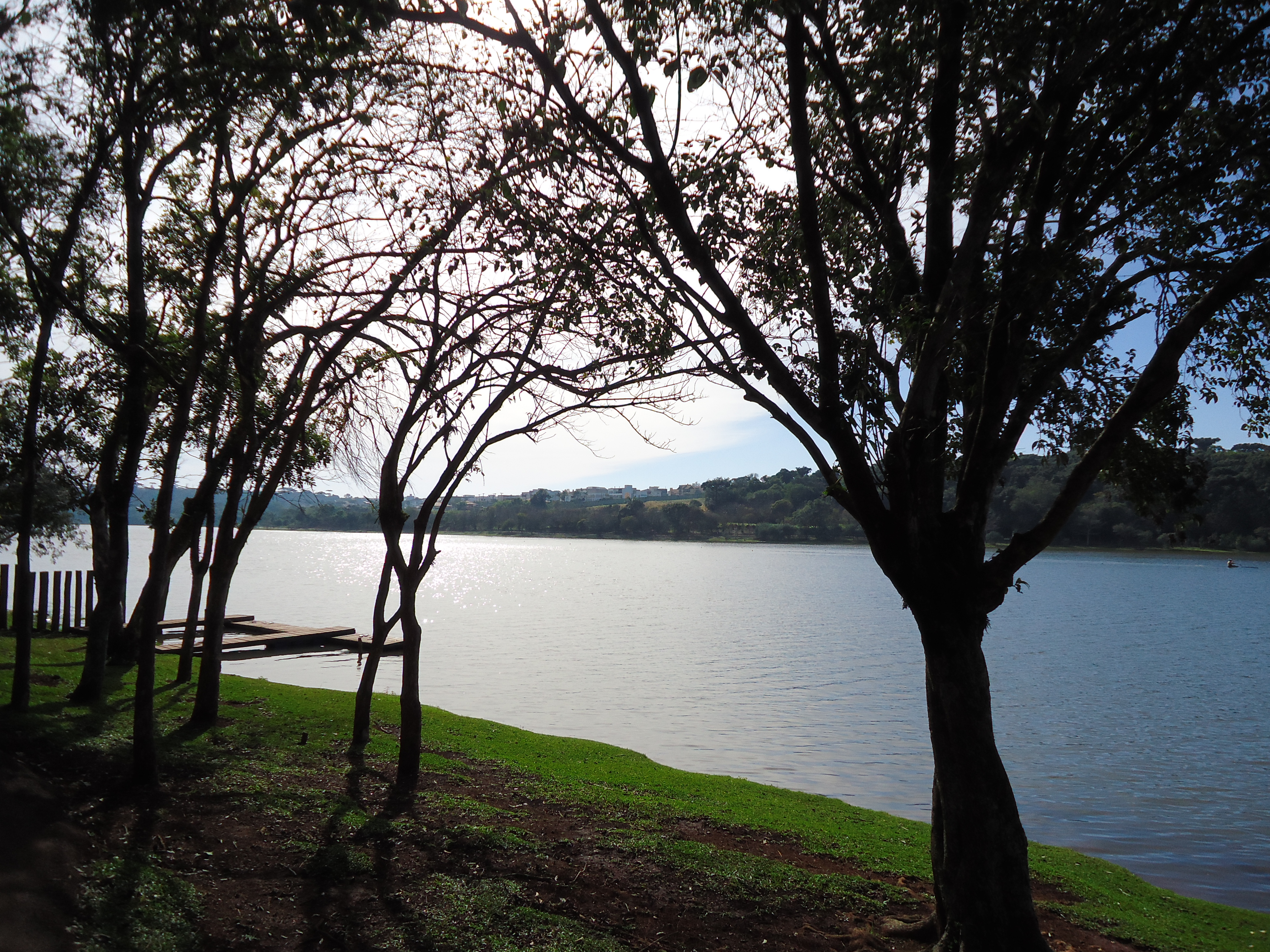
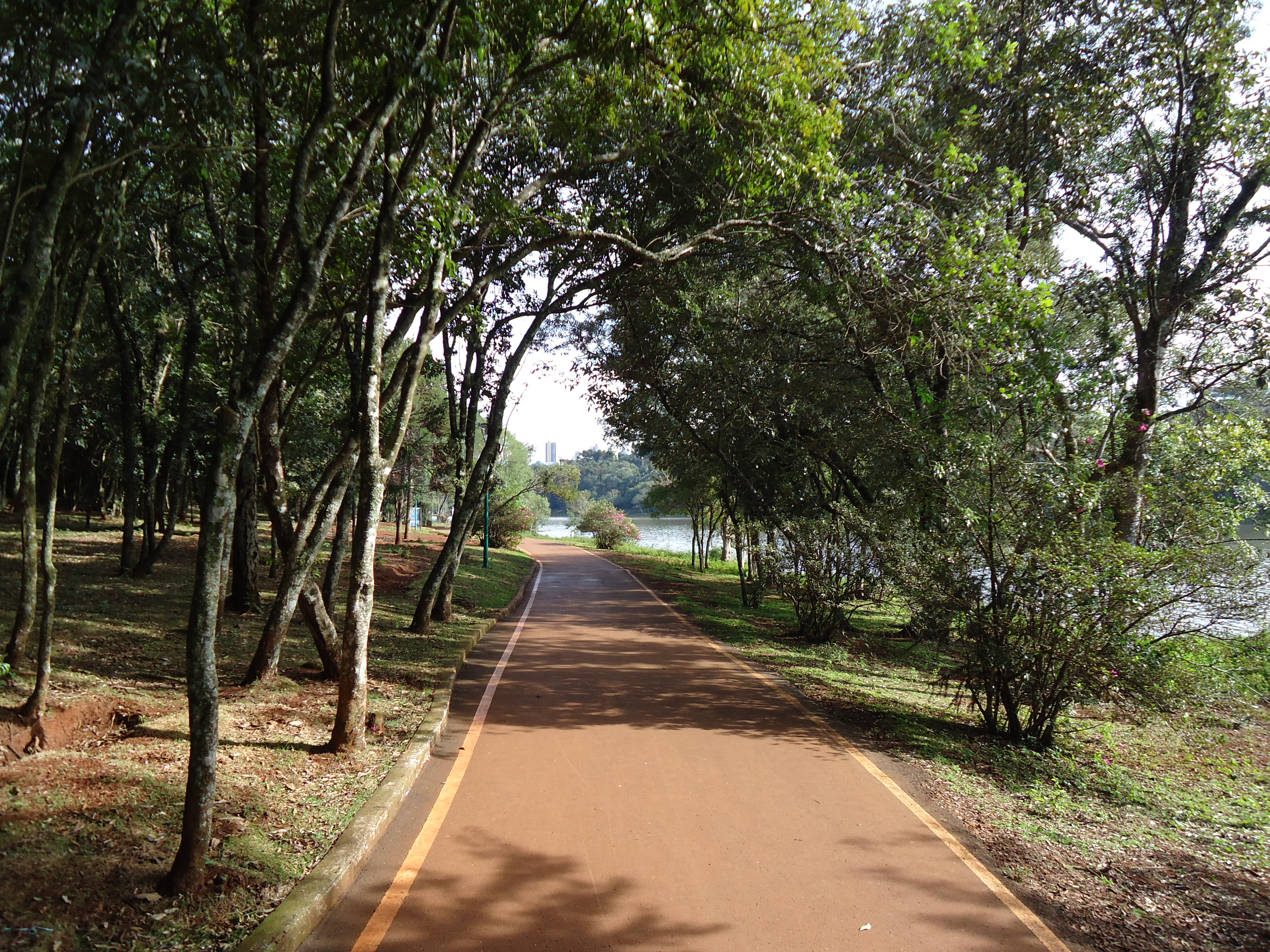
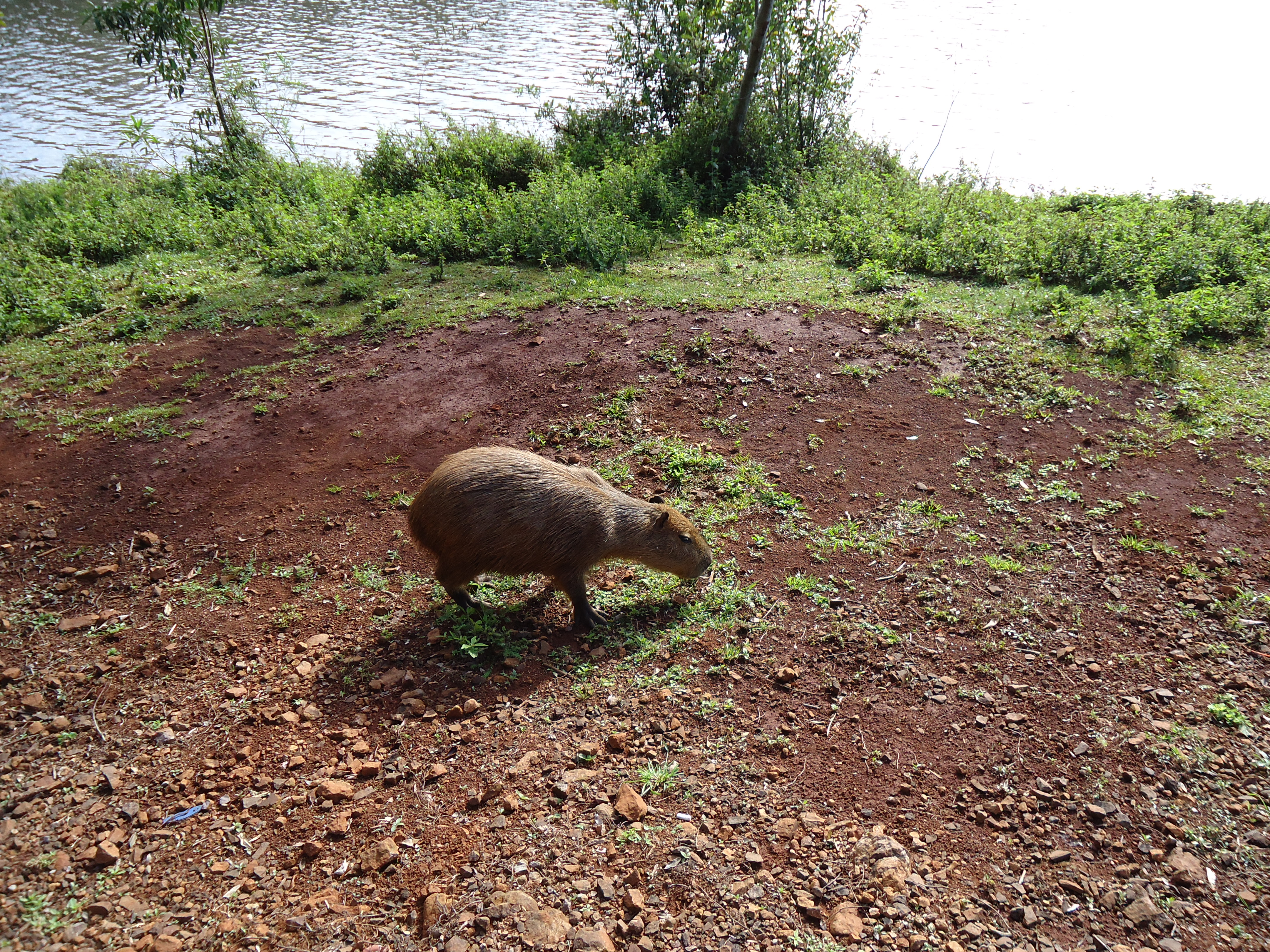
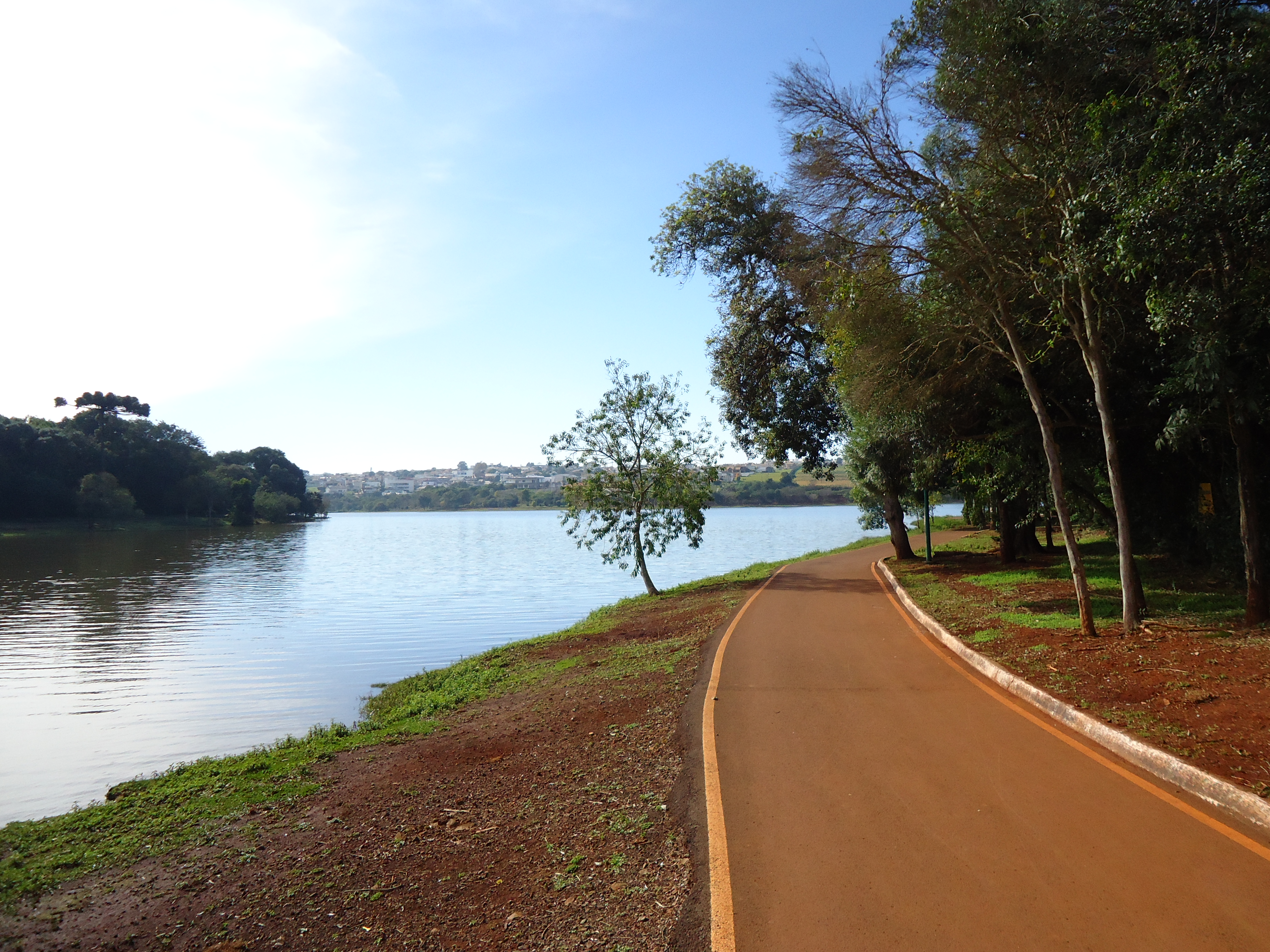
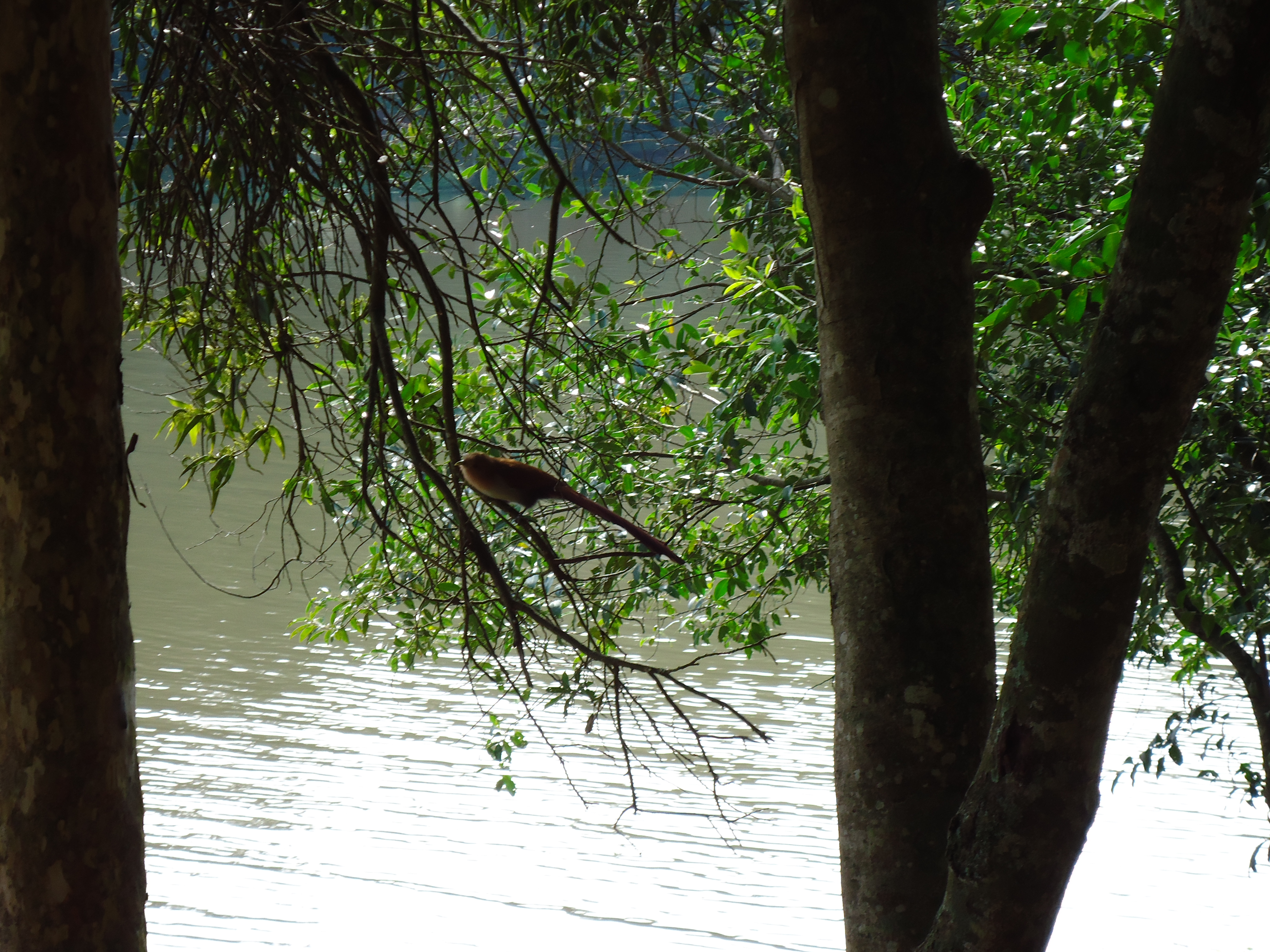
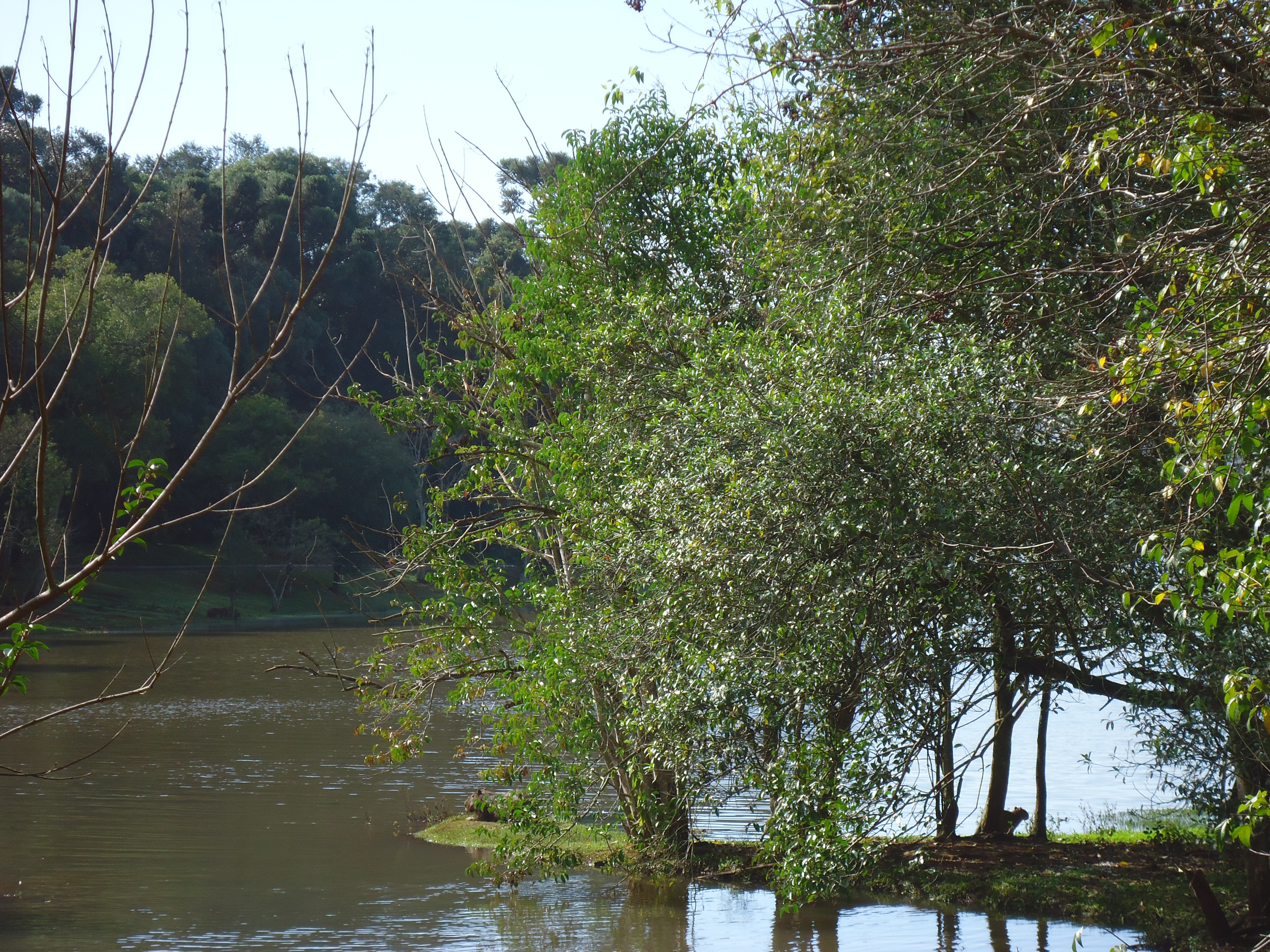
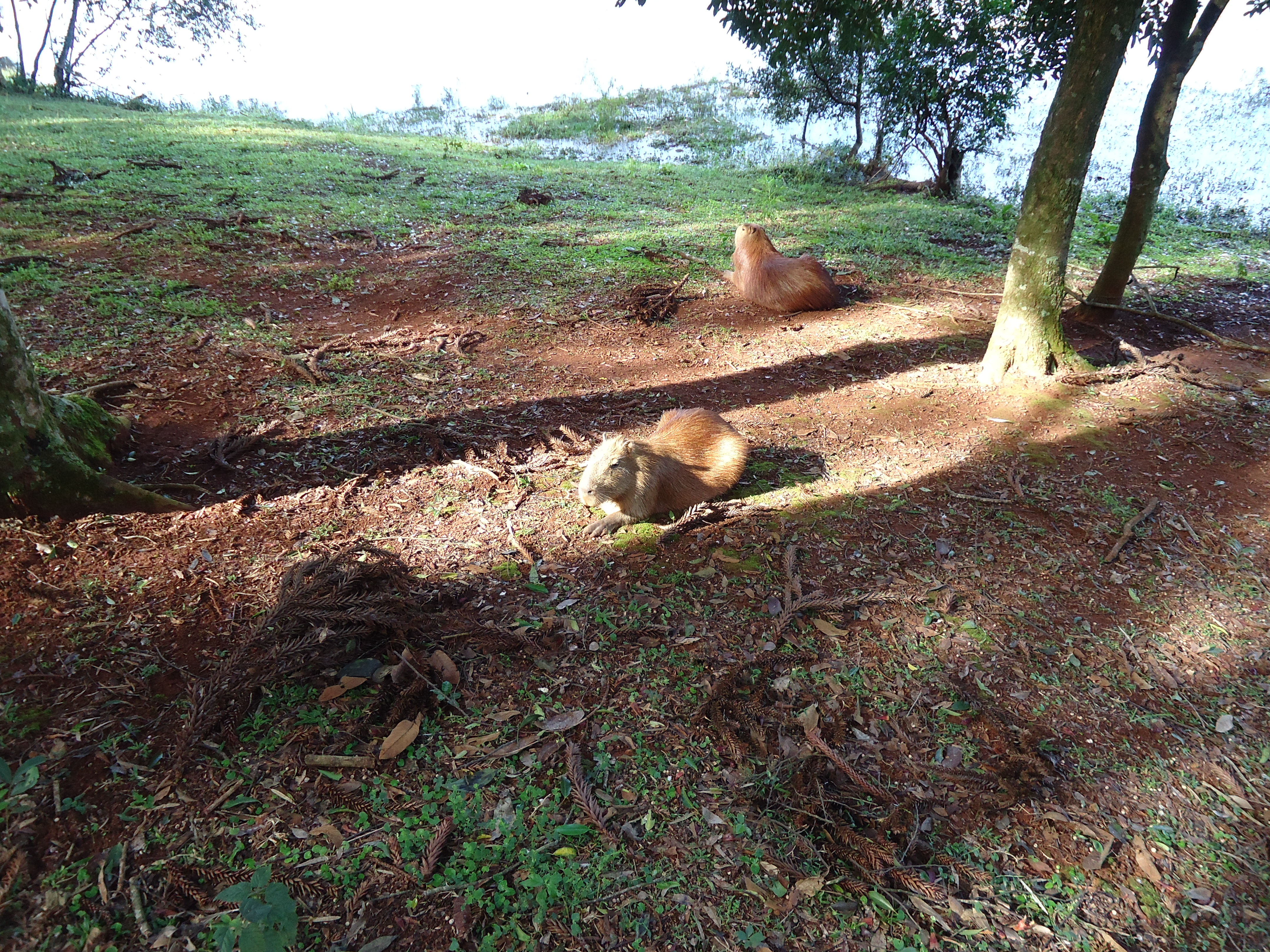
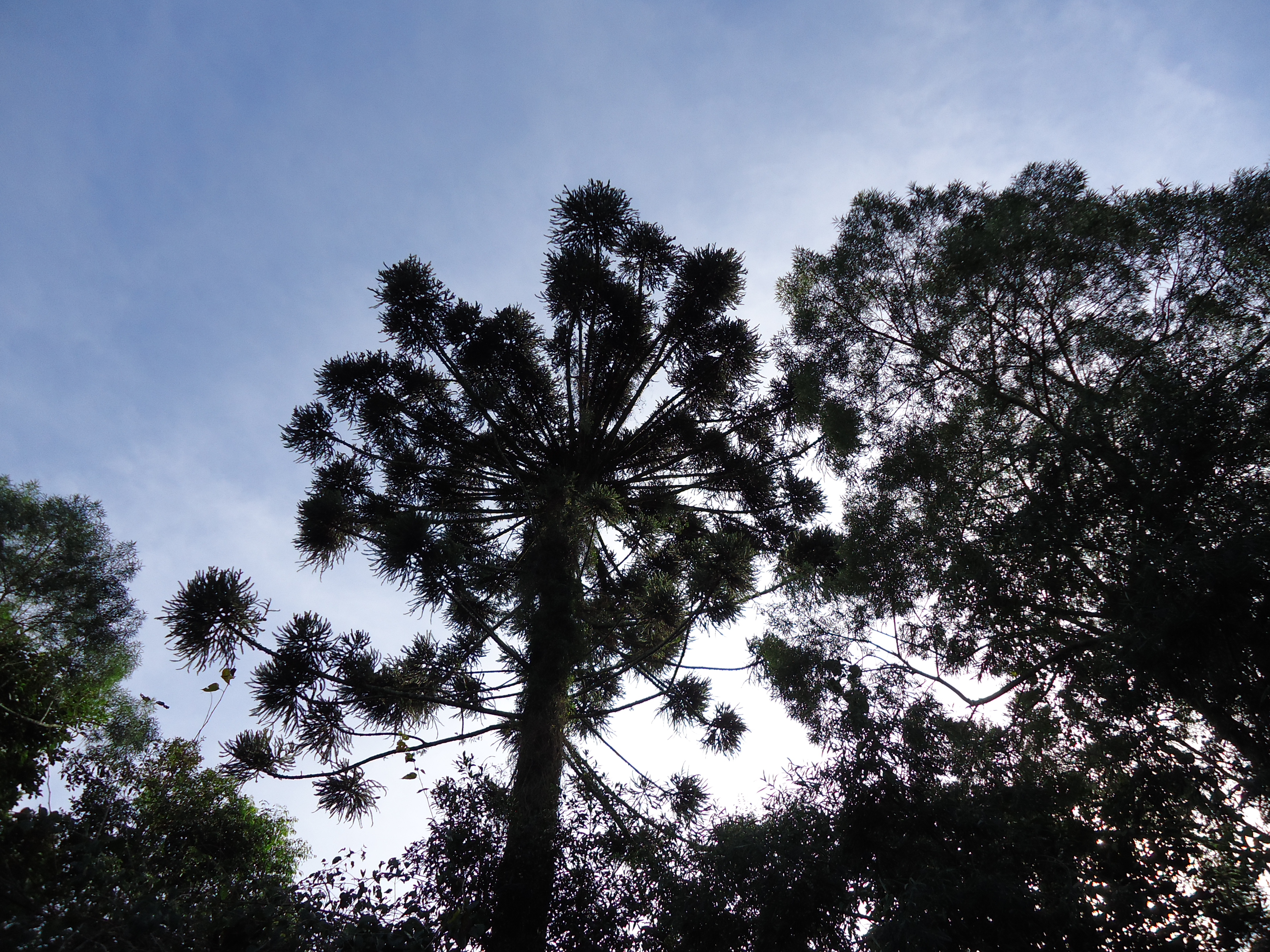
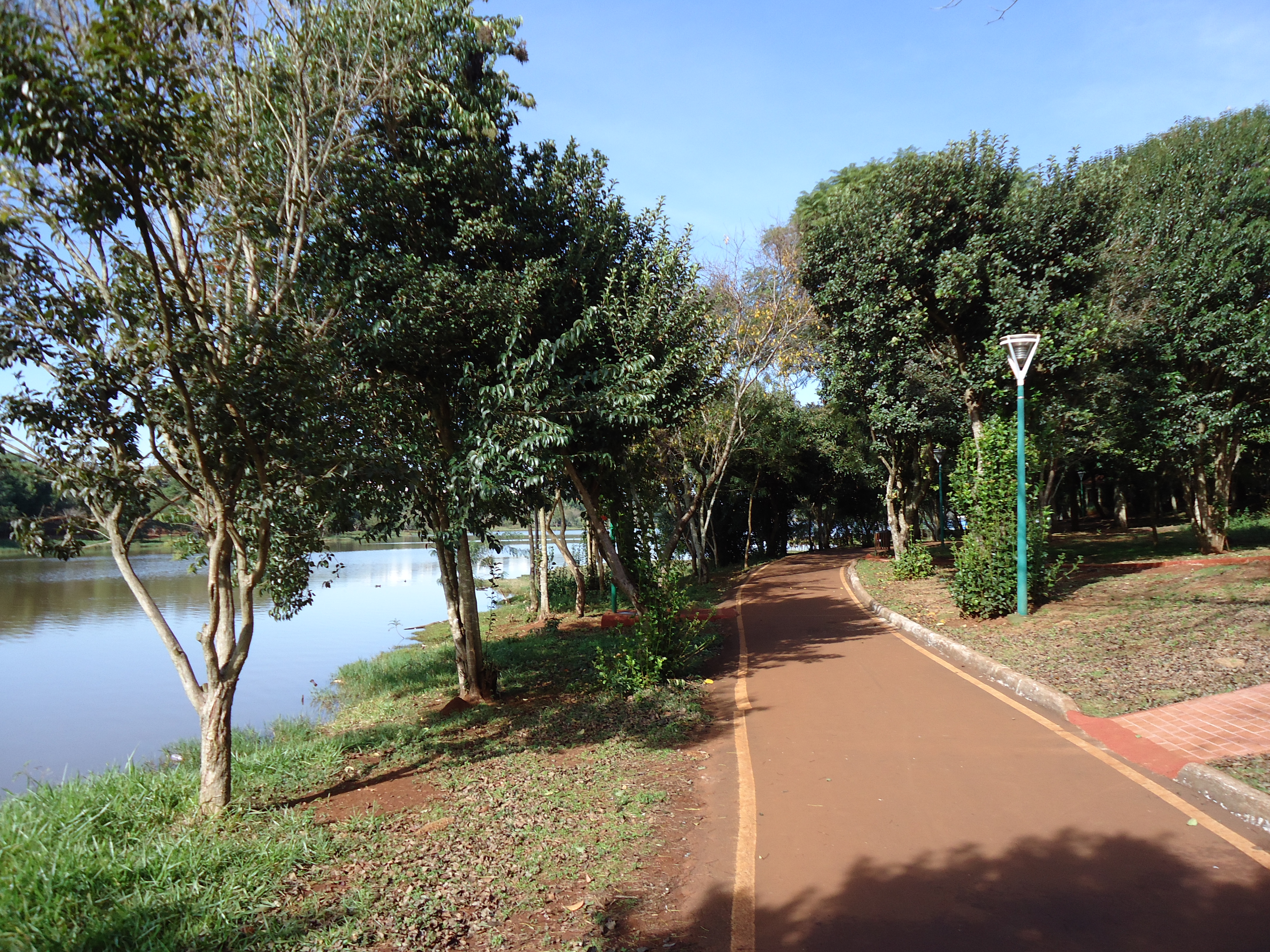
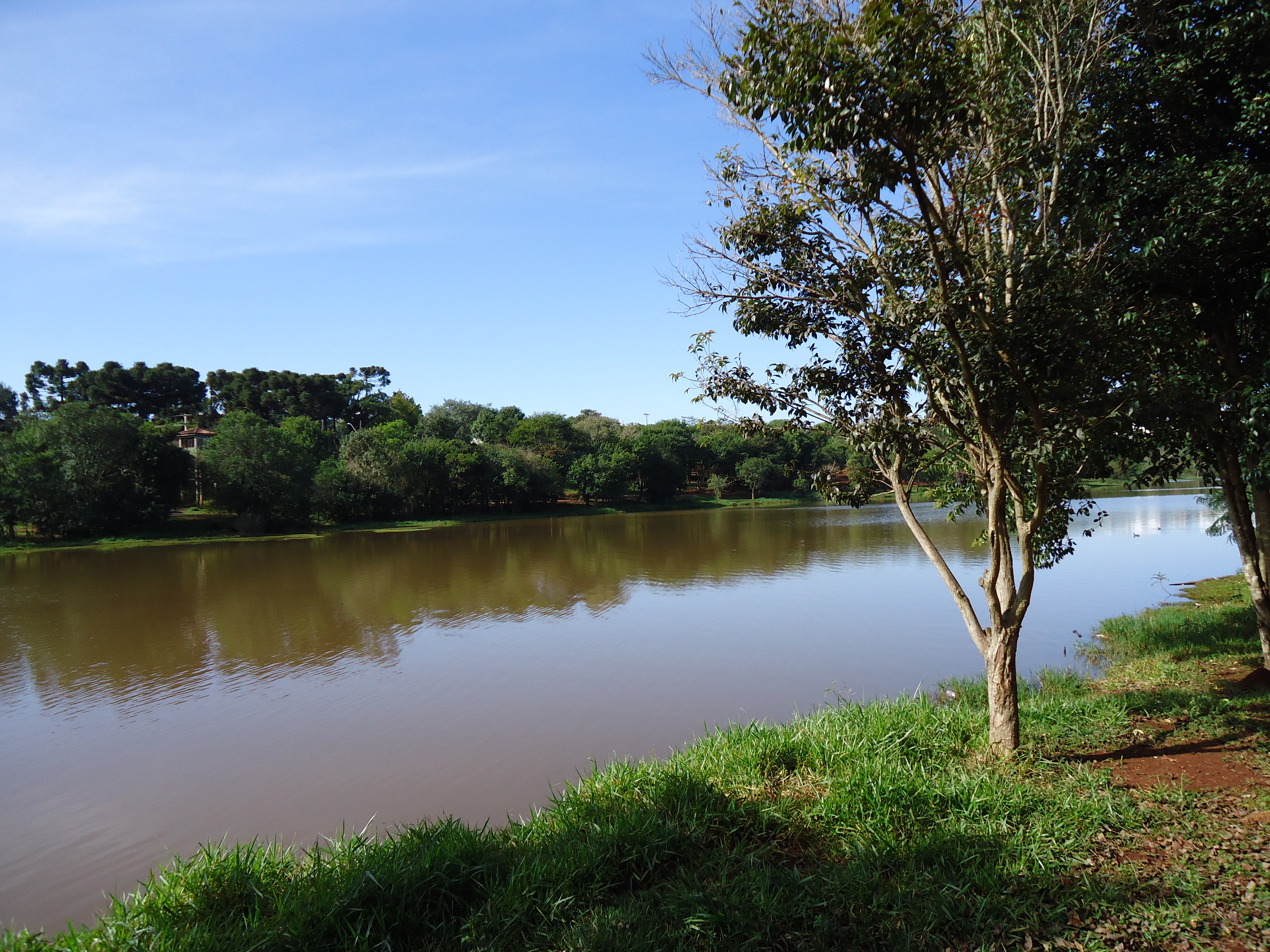
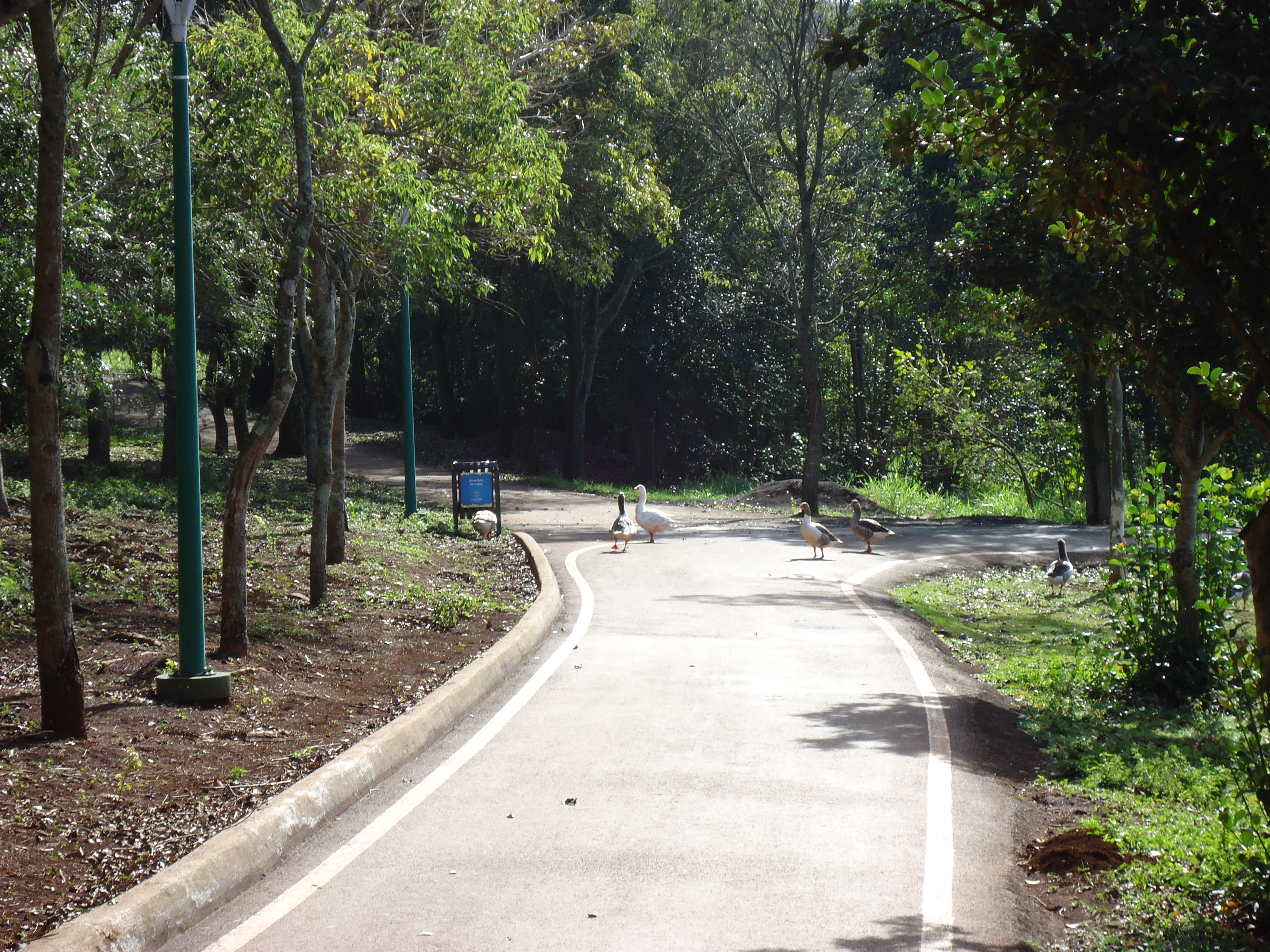
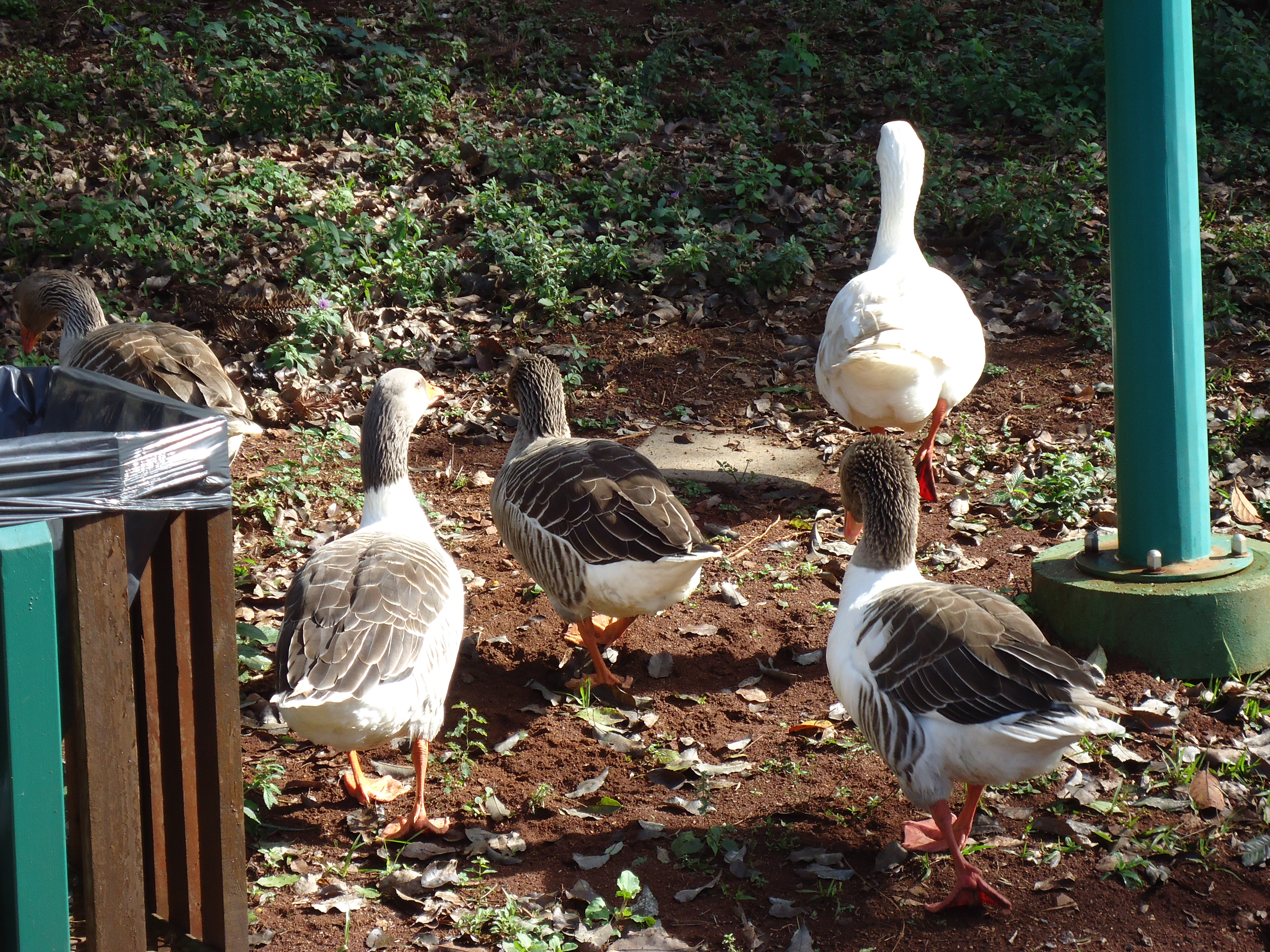
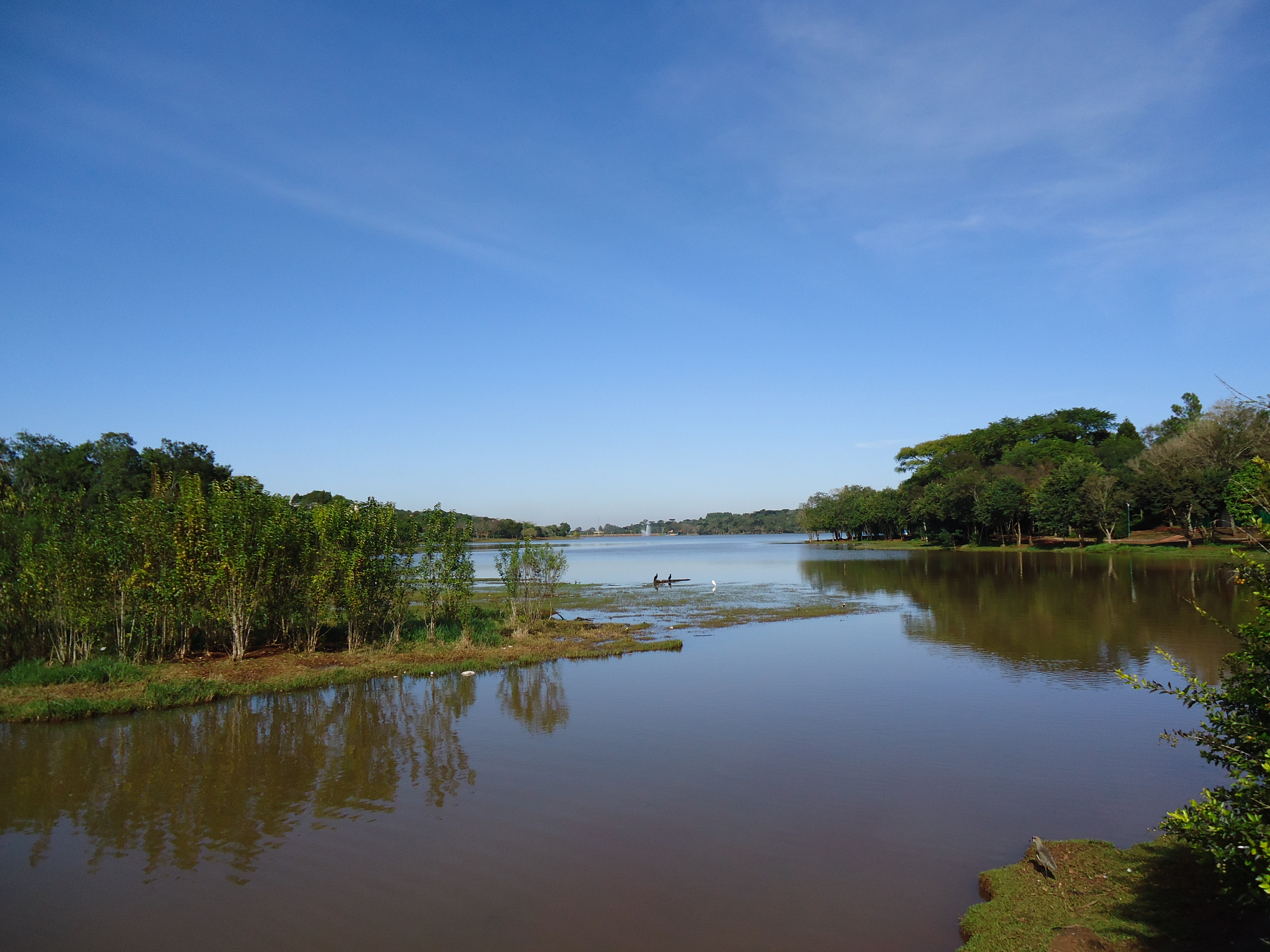
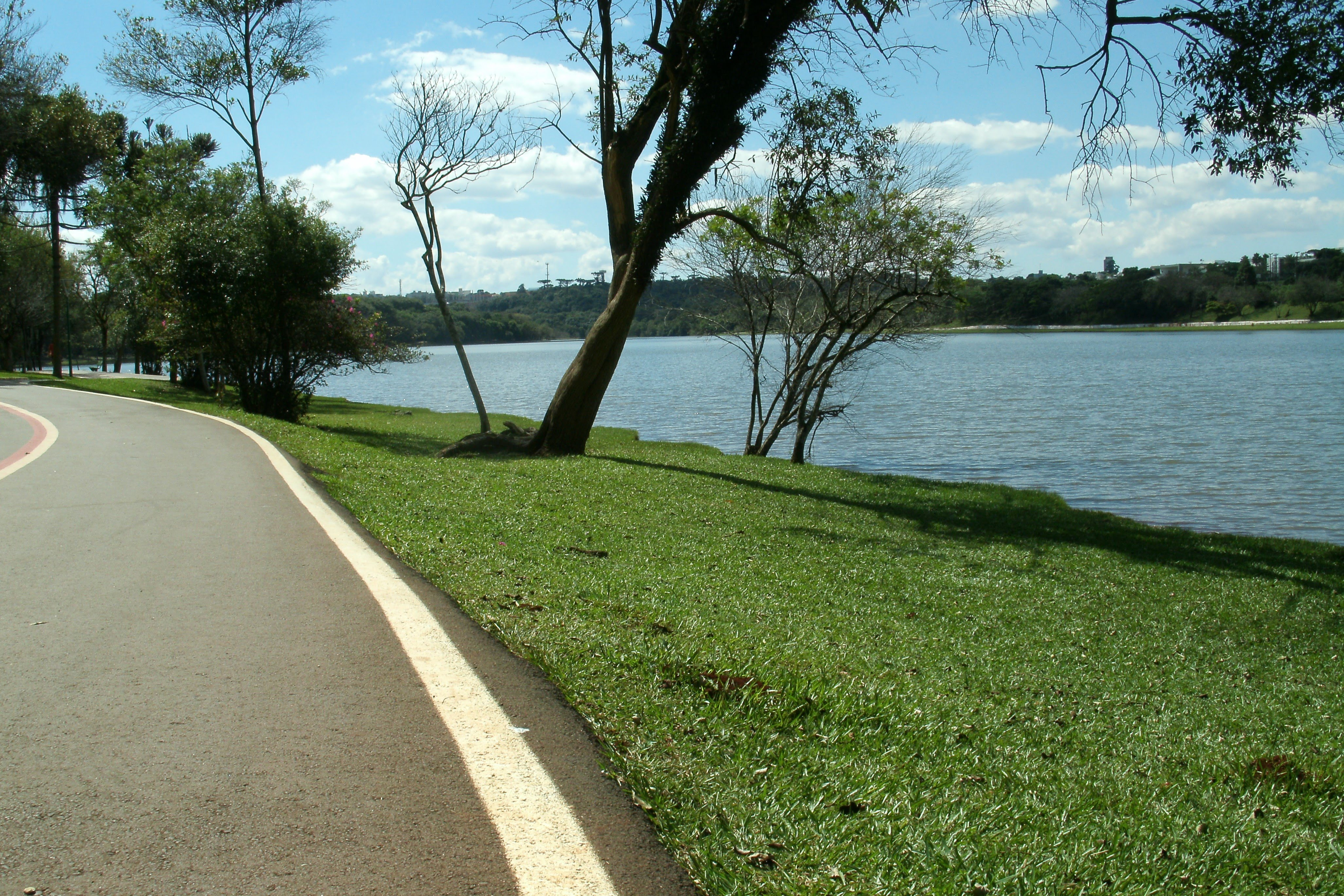
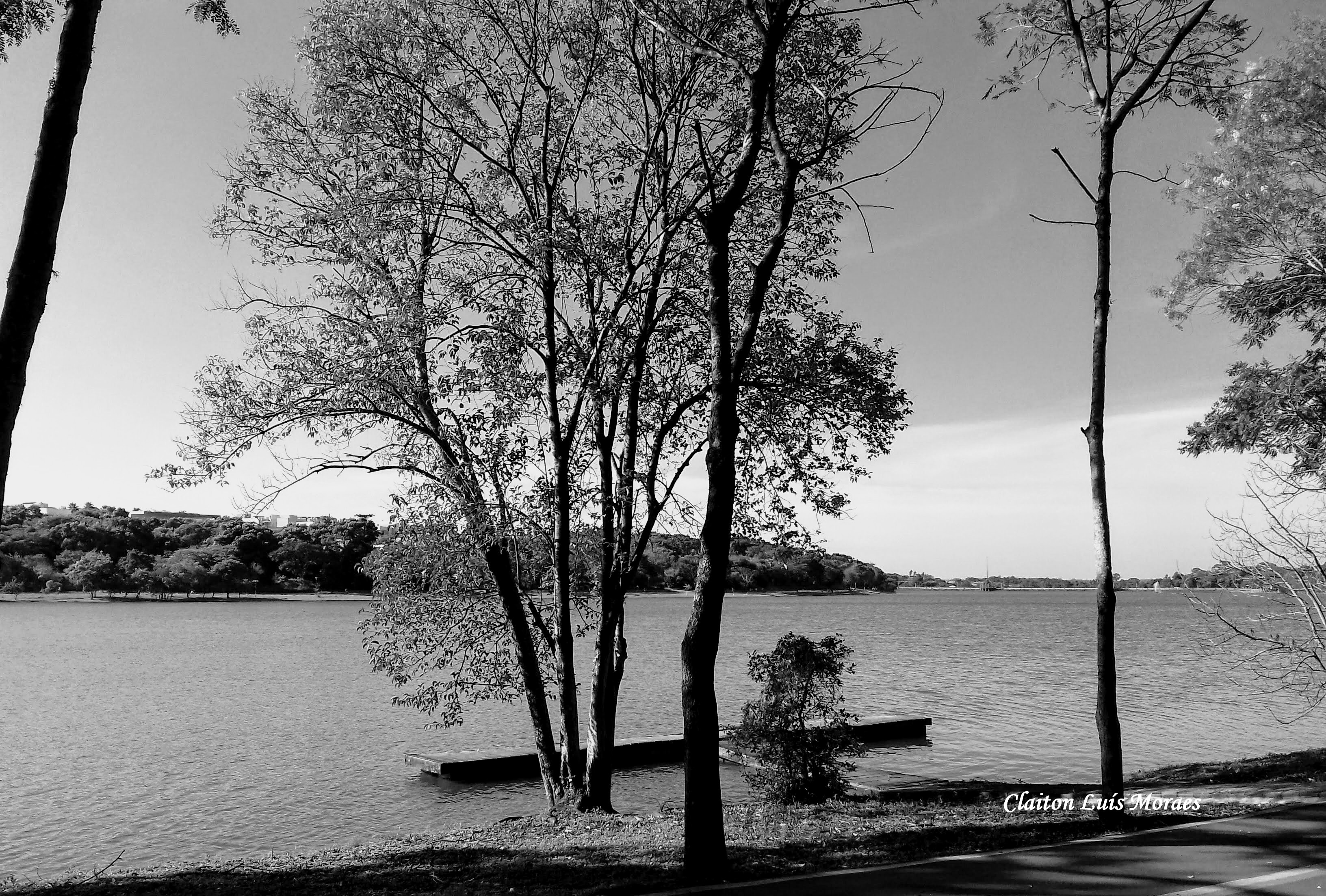
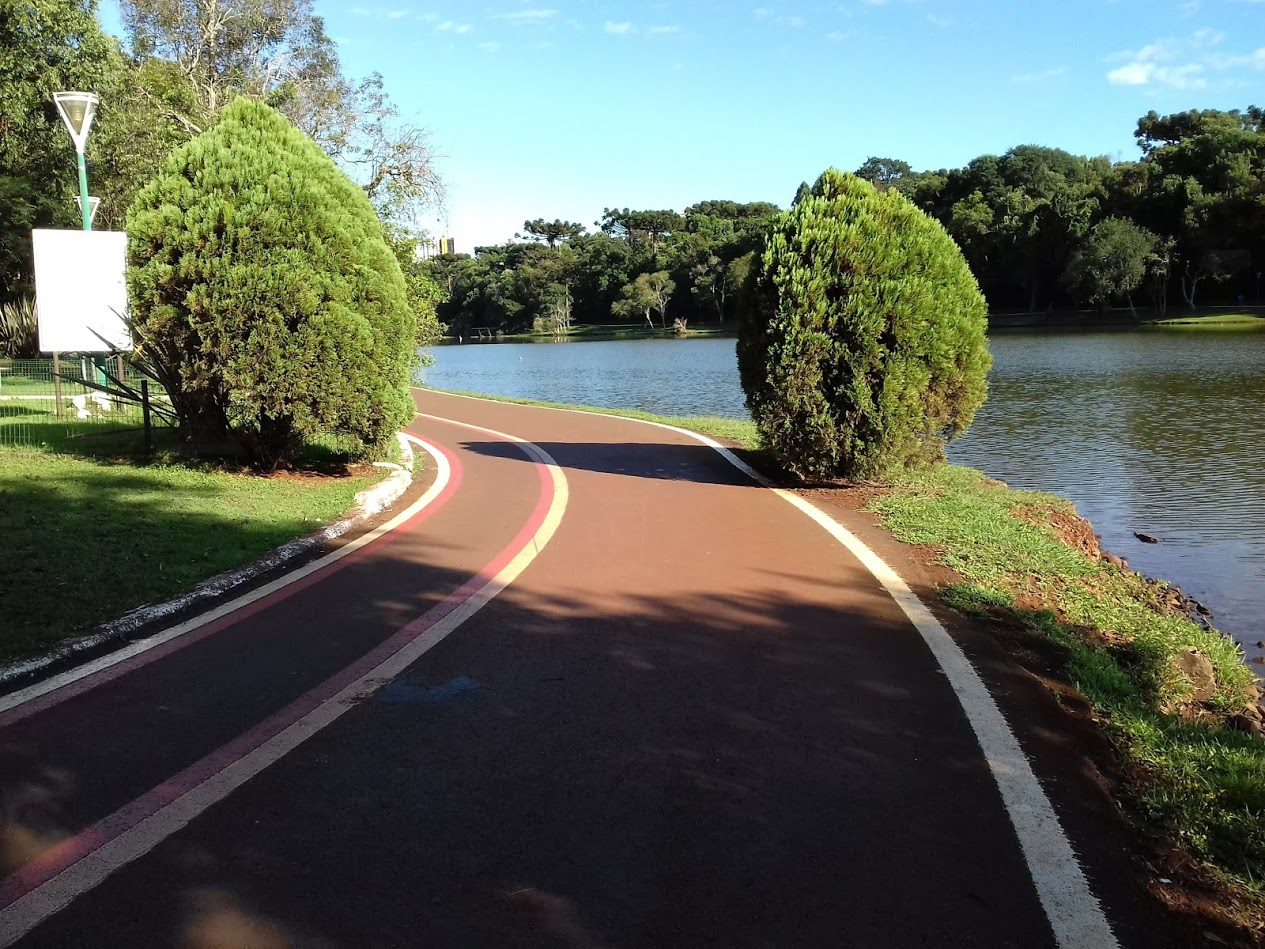
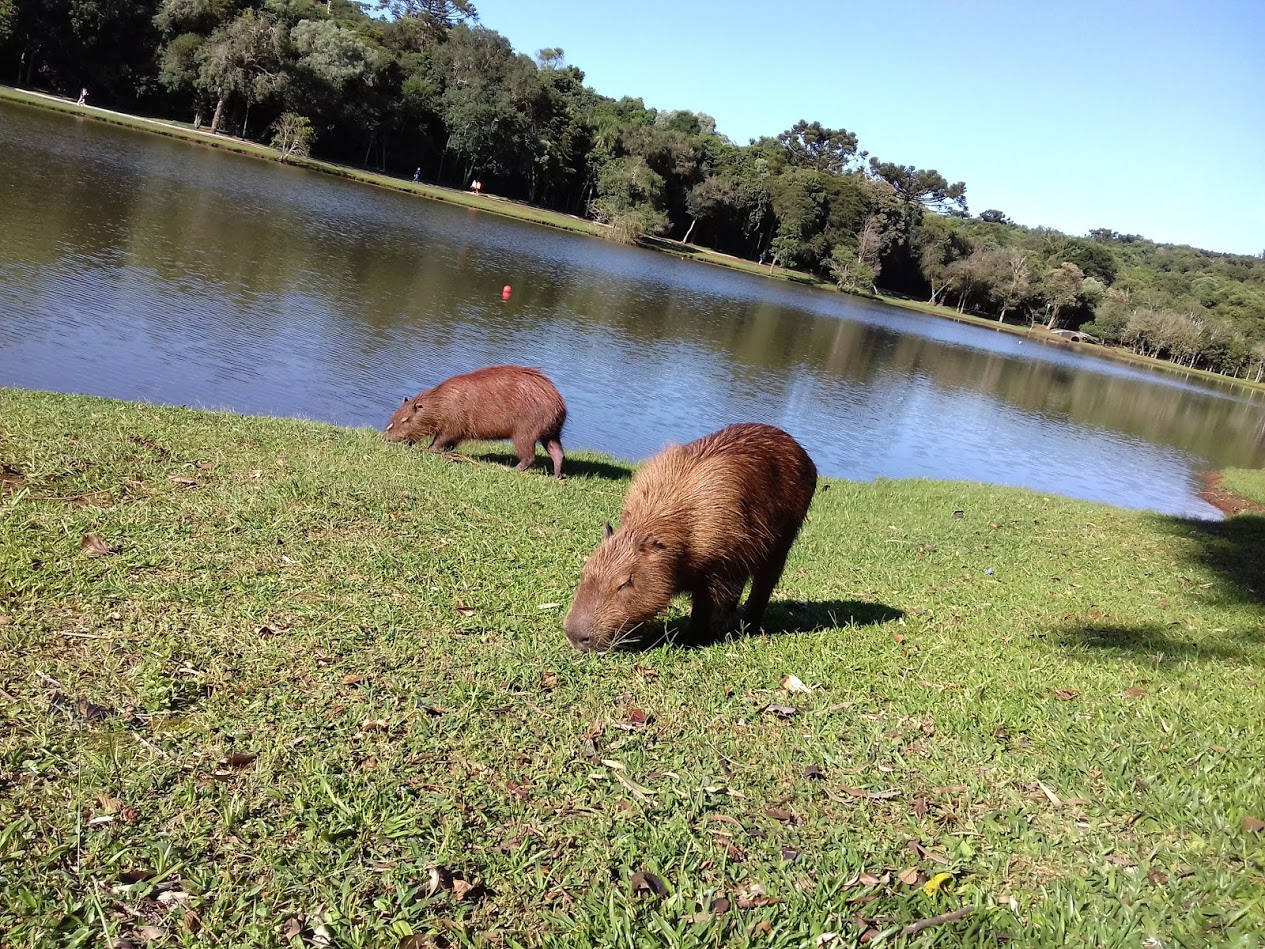
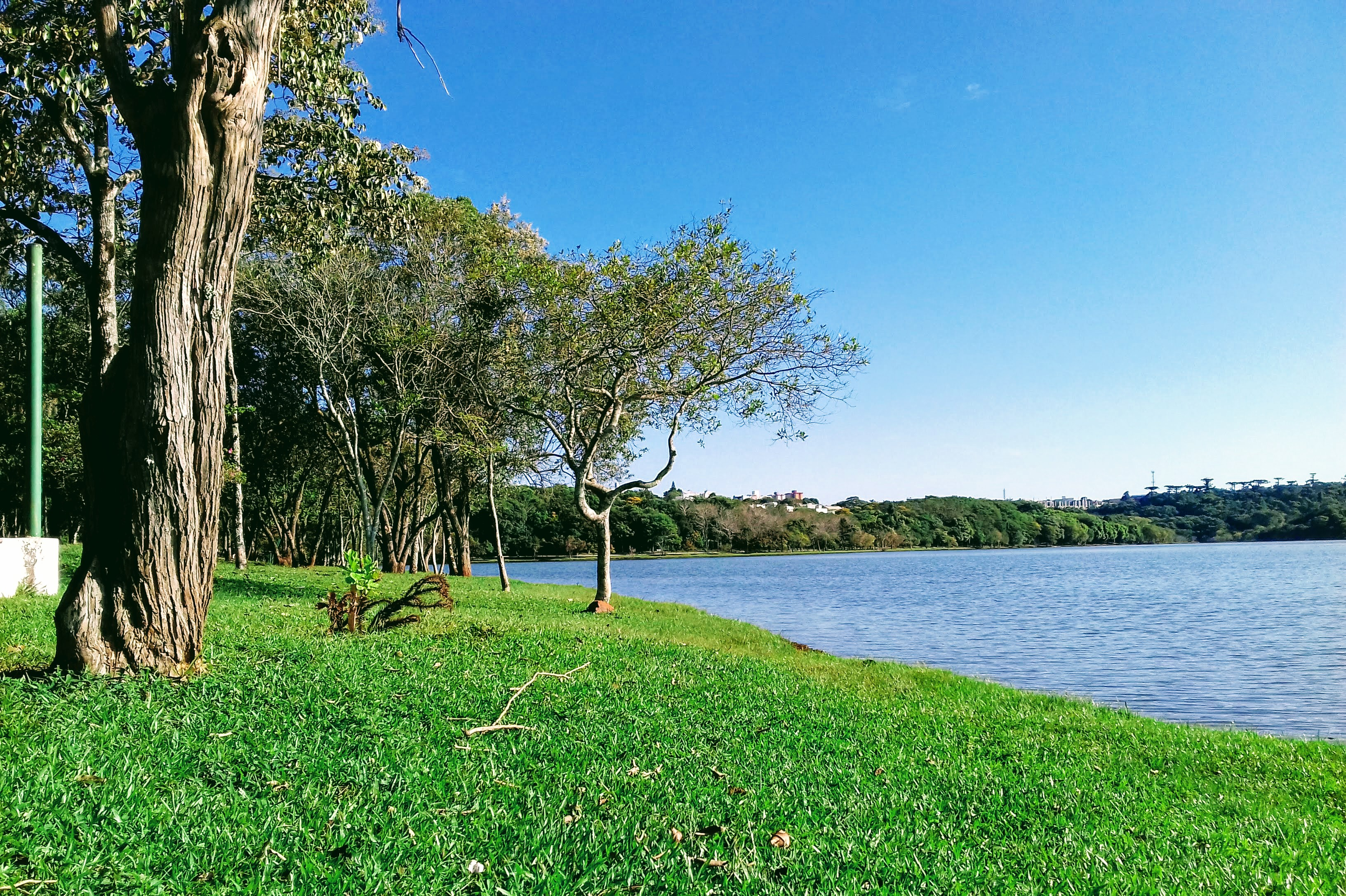
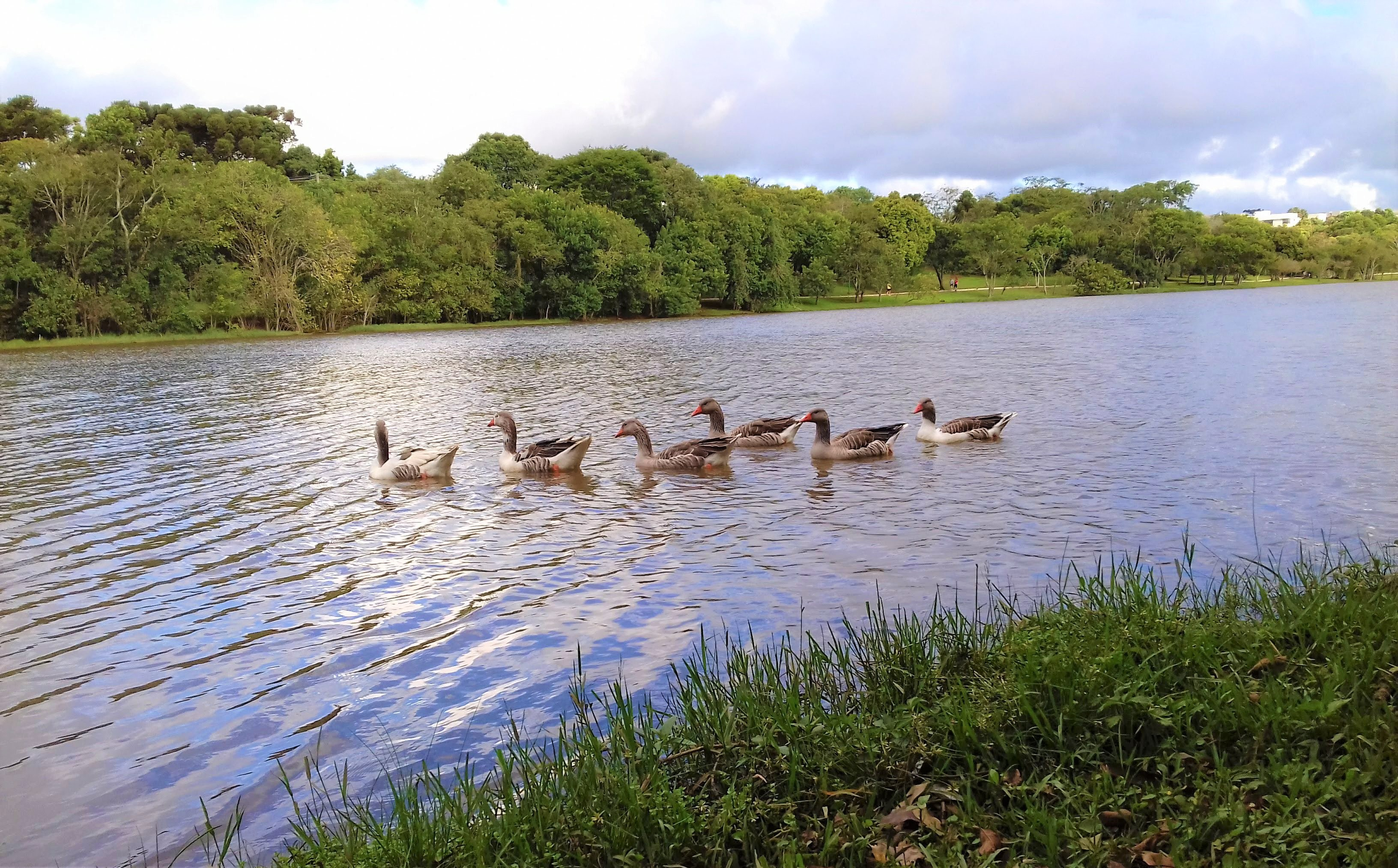
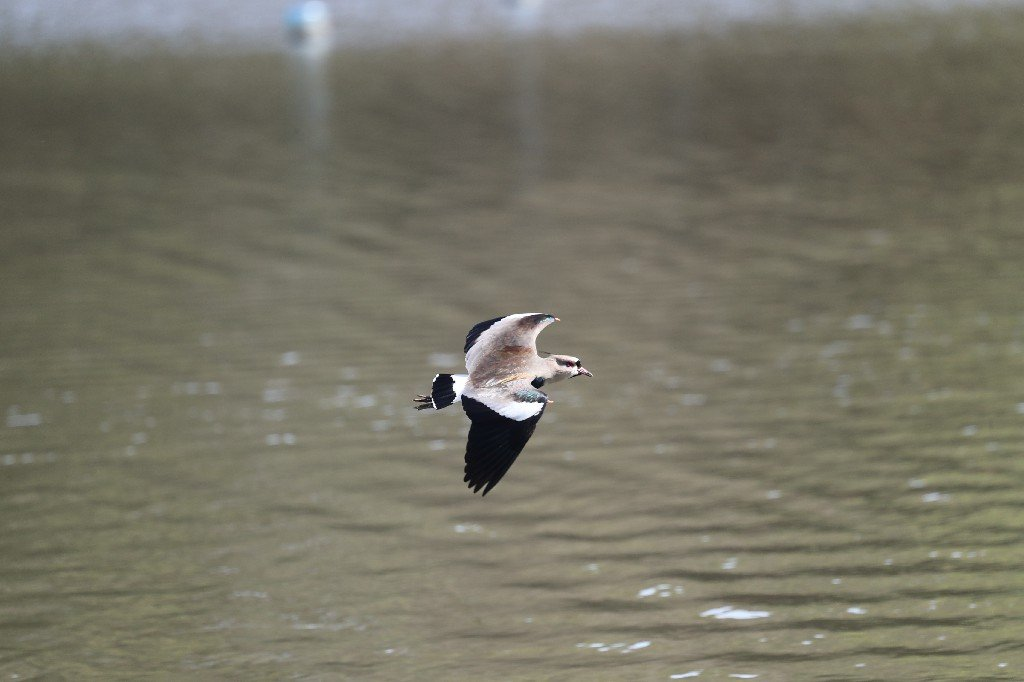